# (33205) Graigmarx
1998 FH58 (asteroide 33205) é um asteroide da cintura principal. Possui uma excentricidade de 0.10850470 e uma inclinação de 0.46423º.
Este asteroide foi descoberto no dia 20 de março de 1998 por LINEAR em Socorro.